# Segunda Dama
Segunda Dama (estilizado como 2ª Dama) foi uma série de televisão produzida pela TV Globo e exibida de 15 de maio a 10 de julho de 2014, em 9 episódios. Escrita por Heloísa Perissé, Isabel Muniz e Paula Amaral, com a colaboração de Denise Crispun, supervisão de texto de João Emanuel Carneiro e redação final de Amaral, foi dirigida por Carlos Araújo e Wolf Maya, também diretor de núcleo.
Heloísa Périssé interpretou as personagens principais, Marali e Analu, numa trama em que duas irmãs gêmeas, separadas quando crianças, se reencontram e trocam de vida. Dan Stulbach, Elizângela, José Loreto, João Pedro Zappa, Zezeh Barbosa, Carolina Pismel, Fábio Lago, Hermila Guedes, Hélio de La Peña e Laura Cardoso interpretaram os demais papéis da história.

## Produção
Após a baixa audiência das séries humorísticas O Dentista Mascarado e Doce de Mãe, a Rede Globo recebeu início de produção de um pacote de novas séries.
Para a caracterização das personagens Marali e Analu, Heloísa Périssé é maquiada em poucos minutos e leva bastante trabalho para fazer as cenas das personagens, já que cada uma possui um núcleo diferente. De acordo com o diretor ´[Carlos Araújo (diretor)|Carlos Araújo]], "um ator faz dois personagens com câmeras travadas e a gente mantém a luz. Todo cenário se mantém para dar continuidade quando a atriz troca de roupa".
Sobre as cenas em que faz o traficante Edimúcio, o ator Hélio de La Peña disse que foi "um novo caminho" e comentou que iria "surpreender na pele de dono do morro". Devido ao seu horário tardio, a série usa um humor ácido com palavrões e cenas de sexo e nudez. Sobre essas cenas, o ator José Loreto falou que "por mais que as cenas sejam picantes, era muito divertido", e concluiu que "tem até fantasia de masoquista, vocês não viram nada. Em casa eu sou mais careta, as fantasias são um pouquinho menos extravagantes". Ele também comentou que o figurino que mais usou foi o tapa-sexo. A atriz Heloísa Périssé comentou que as gravações no Piscinão de Ramos "faziam um cinquenta graus na sombra [do guarda-sol]! (...) Foi delicioso". Ela também falou que se apaixonou pela história quando recebeu o convite e confessou que adora escrever: "Apontamos todos na mesma direção. Foi uma sinergia muito bacana da equipe como um todo". Antes do lançamento da série, Dan Stulbach, que vive Paulo Hélio, disse que "promete ser uma noite alegre, porque a série é muito divertida e está numa grade ótima" e falou que nas gravações, ele e Heloísa tinham bastante liberdade para improviso: "Tínhamos muita liberdade para criar. Pedíamos até para gravar de primeira, para não perder a espontaneidade do improviso".

## Enredo
Marali e Analu são irmãs gêmeas que não se veem desde criança. Desde então, elas levaram estilos de vida totalmente diferentes: Marali vive em uma comunidade e trabalha vendendo sacolé no Piscinão de Ramos em sociedade com a sua melhor amiga, Endinéia, e apesar disso, não quer trocar nada por essa vida; Analu vive em uma mansão com seu marido Paulo Hélio Garcez — filho de Sarah Garcez e herdeiro do frigorífico Garcez —, com quem se casou apenas para ficar com seu dinheiro e sua herança. Ele é um homem histérico e passa quase o dia todo trancado no quarto do pânico. No dia do aniversário das duas, Analu decide visitar Marali e lhe propõe trocar de vida. Inicialmente, Marali diz que não e acha que é uma brincadeira, mas depois decide aceitar. Elas se transformam em minutos e trocam de documentos também.
Analu leva bastante dificuldade para virar pobre, e Marali acaba adorando a vida de milionário. Em seu primeiro dia de estadia na casa de Analu, Marali acaba usando diversas roupas com estampa e cozinha macarrão com salsicha, sem saber que Paulo Hélio não come macarrão com salsicha há anos. Mesmo assim, eles comem o macarrão e tomam vinho, tornando-se amigos íntimos. Analu, por sua vez, acaba a sociedade com Edinéia e sofre um acidente enquanto está andando de van, ocasionando a perda dos documentos de Marali. Após fugir do colégio interno, Gregório — apelidado de Greg e filho de Analu e Paulo Hélio — descobre que sua mãe trocou de vida com sua tia e chantageia Marali, fazendo com que ela organize uma festa na casa de Analu. Depois que a festa acaba, Greg é sequestrado e Marali faz ele ser libertado conversando com Edimúcio, chefão do morro e ex-namorado dela.
Depois de conseguir acabar com os ataques de pânico de Paulo Hélio, Marali dorme com ele, arrependendo-se no dia seguinte. Analu, por sua vez, consegue dinheiro com seu amante, Kaíke, e viaja para Ametista do Sul com os documentos de Marali. Lá, ela prende o cachorro de Sarah Garcez e a assassina, jogando-a do alto de uma cachoeira. Após voltarem para suas vidas normais, Marali descobre que Analu tem um amante e que ela viajou para Ametista do Sul usando seu nome. Esta, por sua vez, diz a Paulo Hélio que sua mãe morreu e tenta fazer com que ele assine uma procuração, testemunhando que ele está ciente de que todos os bens de Sarah Garcez passam a estar no nome de Analu. No entanto, Marali marca um encontro com Kaíke após tirar o celular de Analu da privada de sua casa e descobre através de Greg que sua irmã está fazendo Paulo Hélio passar todos os bens de Sarah para ela. Com isso, ela tira Paulo Hélio de casa e lhe conta toda a verdade entre ela e sua irmã. Todavia, Analu contrata um detetive particular para perseguir Greg — já que Marali havia o chamado para ir à sua casa — e acha Paulo Hélio comendo churrasco, tomando cerveja e sambando.
Analu acaba com a festa no local e faz Marali ser presa, sob a acusação de sequestro, homicídio e falsidade ideológica. Analu conta a Paulo Hélio que Marali o sequestrou para tentar mata-lo e tenta fazer com que ele tome remédio para que, consequentemente, ele assine a procuração. No entanto, ele rejeita os medicamentos e assina a produção mesmo assim, sem ler o documento. Paulo Hélio decide passear pela cidade e compra uma passagem para um cruzeiro à Punta del Este. Analu engana Paulo Hélio dizendo que irá encontrá-lo em Punta del Este em três dias; nesse tempo, ela liga para Kaíke, dizendo que eles podem comemorar a saída de Paulo Hélio. Entretanto, Paulo Hélio desiste da viagem e encontra Kaíke e Analu em sua cama.
Após flagrar os dois na cama, Paulo Hélio expulsa Kaíke de seu quarto, e ele fica andando pelado pela casa, até encontrar as empregadas, que lhe emprestam uma roupa. Enquanto isso, Paulo Hélio descobre o verdadeiro caráter de Analu, que se revela para ele, ele no entanto, estapeia ela e a expulsa de casa, durante a confusão, Paulo Hélio revela que a viagem era uma plano para poder flagrar ela,ele diz que descobriu que ela estava dando remédios aleatórios para ele e tira Greg da clínica que ela o internou, Analu revela que Greg não é filho dele, Paulo Hélio corre para a delegacia, afim de soltar Marali, e revela que ela é o grande amor da sua vida. Analu, no entanto, descobre que a procuração foi sabotada por Paulo Hélio, que escreveu: "Vá se danar, sua vaca"; ela então não vê outra saída a não ser procurar Kaíke; ela pede para ele comprar ropuas para ela igual de Marali, enquanto Marali está a caminho da casa de Paulo Hélio para declarar seu amor por ele. No momento em que Marali chega à casa de Paulo Hélio, Analu chega com roupas iguais a de Marali e deixa Paulo Hélio confuso sem saber quem é quem.

## Elenco
Heloísa Périssé interpreta as protagonistas Marali e Analu, duas gêmeas que foram separadas quando crianças e que após se reencontrarem quando adultas, trocam de vida; Marali passa a morar em uma mansão, e Analu passa batalhar todo dia vendendo sacolé no Piscinão de Ramos. A melhor amiga de Marali é Edinéia (Elizângela), uma mulher mal-humorada que forma sociedade com Marali nas vendas de sacolé. Edimúcio (Hélio de La Peña) é um traficante e chefão do morro onde Marali morra, e já teve um caso com ela. Seu braço direito é o perigoso Tito (Fábio Lago). Analu é casada com Paulo Hélio Garcez (Dan Stulbach), filho de Sarah Garcez (Laura Cardoso) e herdeiro dos frigoríficos Garcez, um homem doente, preocupado com a vida e cheio de ataques de pânico, e que é proibido de sair de casa por Analu.
Analu tem um filho, Gregório, mais conhecido como Greg (João Pedro Zappa), que após fugir do colégio interno onde estava estudando, descobre que sua mãe trocou de vida com Analu. Ela também vive com as empregadas Ditinha (Zezeh Barbosa) e Ceição (Carolina Pismel) e possui um relacionamento com Kaíke (José Loreto), um rapaz que apesar de forte e bonito, tem uma certa burrice, sendo apelidado de Jumento por Analu; ele também trabalha como garoto de programa a quem estiver disposto a pagá-lo e é aspirante a ator. Nas cenas em que é criado um prólogo para saber o que separou Analu e Marali, a mãe de ambas é Zilda (Hermila Guedes), uma mulher sofrida que fica com uma eterna depressão após descobrir que Marali, responsável por cuidar de seu irmãozinho Dinho, o deixou cair no rio.

## Reprise
Foi reexibida no Viva de 22 de janeiro a 19 de março de 2022, com exibição aos sábados às 19h45.

## Lançamento e repercussão
O horário e o dia de exibição de Segunda Dama foram confirmados pela TV Globo em 28 de abril de 2014, através do especial Vem Aí. O dia e o horário de exibição foram confirmados para 15 de maio de 2014 após A Grande Família.

### Avaliação da Crítica
Voltada para o público adolescente e adulto, a trama obteve uma média de 13,5 pontos por episódio e foi avaliada positivamente por críticos, que notaram a ousadia das cenas de sexo, nudez e palavrões, bem como a nova apresentação do tema de duas irmãs gêmeas que trocam de lugar.
Nilson Xavier, do UOL publicou em seu blog: "Está de volta à TV o batidíssimo clichê dos gêmeos (ou sósias), de personalidades opostas que trocam de lugar. Quem viu a estreia da série Segunda Dama nesta quinta-feira (15/05) achou que já conhecia essa história. As referências em nossa Teledramaturgia são muitas. Mulheres de Areia, novela de Ivani Ribeiro, exibida na Tupi em 1973, e, no remake da Globo, em 1993, talvez seja a primeira lembrança. Quando o clichê é inevitável, o que vale é a nova forma de contar a história. E é nisso que Segunda Dama se alicerça. Heloísa Périssé faz bem a caricatura da moça pobre do subúrbio, engraçada, trabalhadora, um tanto quanto ingênua, mas cafona e sem modos. Merece elogios também a atuação da atriz como a gêmea milionária, triste com o vazio de sua vida luxuosa." Também destacou, que a abertura da série é uma reciclagem que lembra a abertura de A Favorita, que por sua vez lembrava a abertura de Cobras & Lagartos, que por sua vez lembrava a abertura de Gente Fina."
Raphael Scire, do Notícias da TV disse: "A comicidade da série reside no fato de como as duas, pertencentes a ambientes sociais tão distintos, vão se sair em situações inúmeras, como Marili enfrentar as restrições nutricionais da irmã rica depois de acordar faminta. (...) O seriado se alicerça, principalmente, no talento cômico de Heloisa Périssé, versátil quando desempenha tanto uma quanto a outra, mas é inegável que ela se sai muito melhor na pele da irmã classe C. Lembra, inclusive, um pouco a sua Monalisa de Avenida Brasil. Ainda que a série traga a promessa de misturar drama, mistério e humor, foi este último que tomou conta do primeiro episódio. A entrada dos outros elementos, porém, é uma chance para Heloisa mostrar sua versatilidade como atriz. Apesar do tema batido, Segunda Dama diverte, além de ser uma aposta válida, uma vez que é preciso testar novos produtos — mas seria exagero dizer que a série traz um novo formato à televisão. A mistura de mistério, humor e drama pode dar certo. É esperar para ver."
Wallace Carvalho do MSN, citou: "A grande sacada do projeto foi encontra uma nova forma de contar uma história tão batida. Para pagar uma dívida antiga com a irmã rica, a gêmea pobre aceita trocar sua humilde vida feliz, pela vida vazia e melancólica da ricaça. Heloísa se saiu muito bem nos papéis. Um das comediantes mais competentes de sua geração, deu um show como a suburbana caricata Marali. E surpreendeu o público ao mostrar ser também uma excelente atriz "dramática" na hora de compor a triste e depressiva Analu. Roteirista experiente, apresentou diálogos inspirados com sequências sensacionais como a cena em que um bandido se aproxima para roubar seu celular e ela pensa que está sendo alvo de uma cantada. Autor de Avenida Brasil, João Emanuel Carneiro ficou responsável pela supervisão do texto. Suas interferências na obra puderam ser conferidas nos ganchos criados pelo autor entre um bloco e outro, e no final do episódio. Foi tão tenso que só faltou o efeito de congelamento famoso na trama de Carminha (Adriana Esteves)."

### Audiência
| Nº | Data        | Audiência (em pontos) |
| -- | ----------- | --------------------- |
| 1  | 15 de maio  | 15                    |
| 2  | 22 de maio  | 13,5                  |
| 3  | 29 de maio  | 13,4                  |
| 4  | 05 de junho | 12,9                  |
| 5  | 12 de junho | 12,8                  |
| 6  | 19 de junho | 13,9                  |
| 7  | 26 de junho | 13,3                  |
| 8  | 3 de julho  | 15,1                  |
| 9  | 10 de julho | 16,7                  |